# Gambiereilanden
De Gambiereilanden (Frans: Îles Gambier) vormen een eilandengroep in het zuidoosten van Frans-Polynesië. Deze groep van eilanden ligt in het uiterste zuidoostelijke deel van de Tuamotuarchipel en worden daarom vaak als een aparte groep beschouwd. Er wonen zo'n 1000 mensen. De belangrijkste plaats is Rikitea.

## Eilanden
- Akamaru
- Aukena
- Mangareva (hoofdeiland)
- Taravai

## Geschiedenis
Waarschijnlijk woonden er in het jaar 1000 al Polynesiërs op Mangareva. Hun geschiedenis is vergelijkbaar met die van de bewoners van Paaseiland. Door te grootschalige ontbossing werd het eiland onvruchtbaar. Door de hongersnoden en daarbij behorende oorlogen werd de bevolking uitgedund.
In de eerste helft van de 19e eeuw vestigde zich een groep missionarissen op Mangareva. Zij bouwden een klooster, Rouru genaamd, in de buurt van het dorp Rikitea.

## Economie
De economie van de eilanden is gericht op landbouw en visserij. Ten tijde van de nucleaire tests op Moruroa diende Mangareva ook als logistiek steunpunt.

## Bereikbaarheid
Air Tahiti verzorgt eenmaal per week vluchten naar de luchthaven Totegegie op Mangareva.
Eilanden: Temoe - Mangareva - Aukena - Akamaru - Kamaka - Taravai